# Grenzstein 83

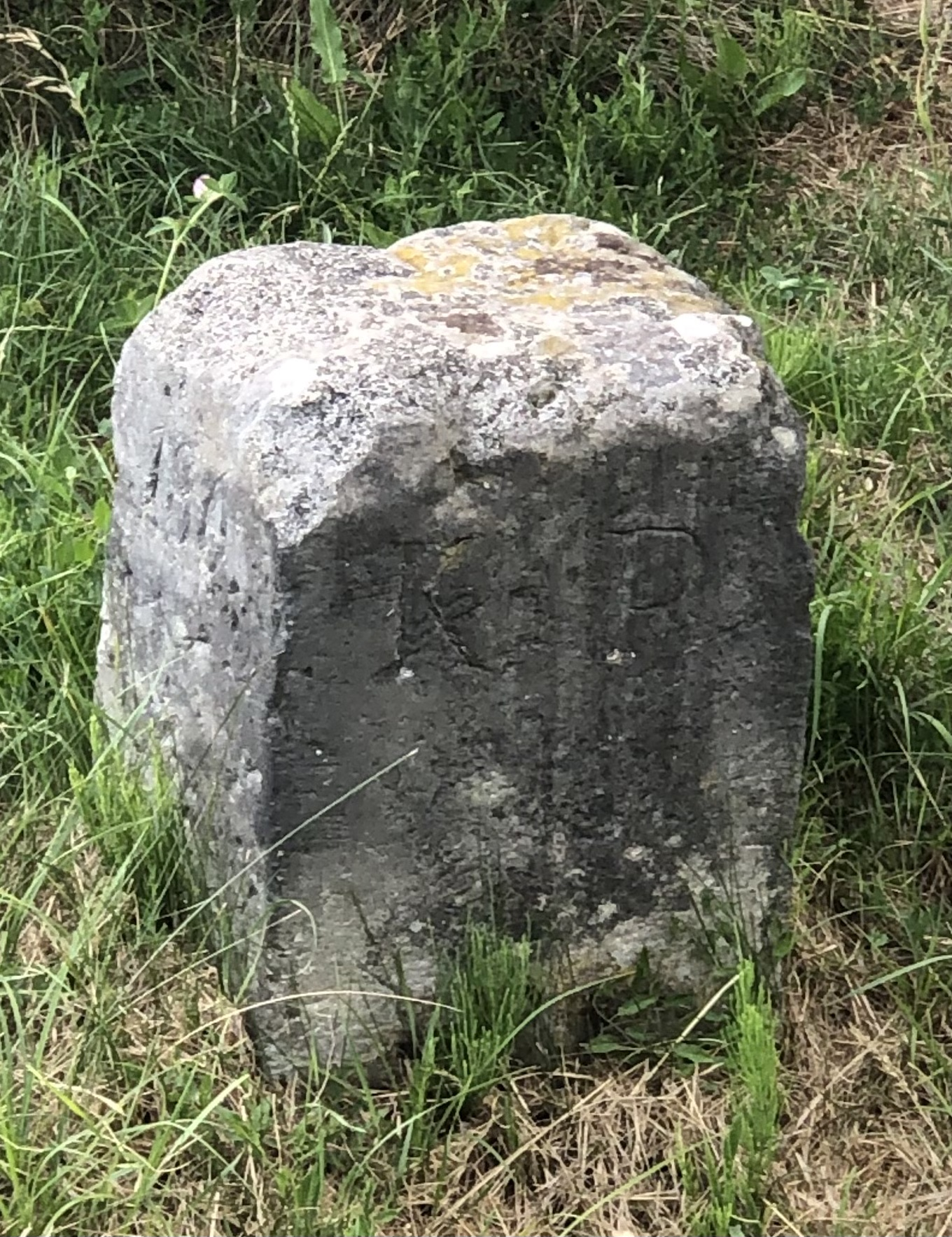
Grenzstein 83 mit der Inschrift K.P. im Jahr 2022

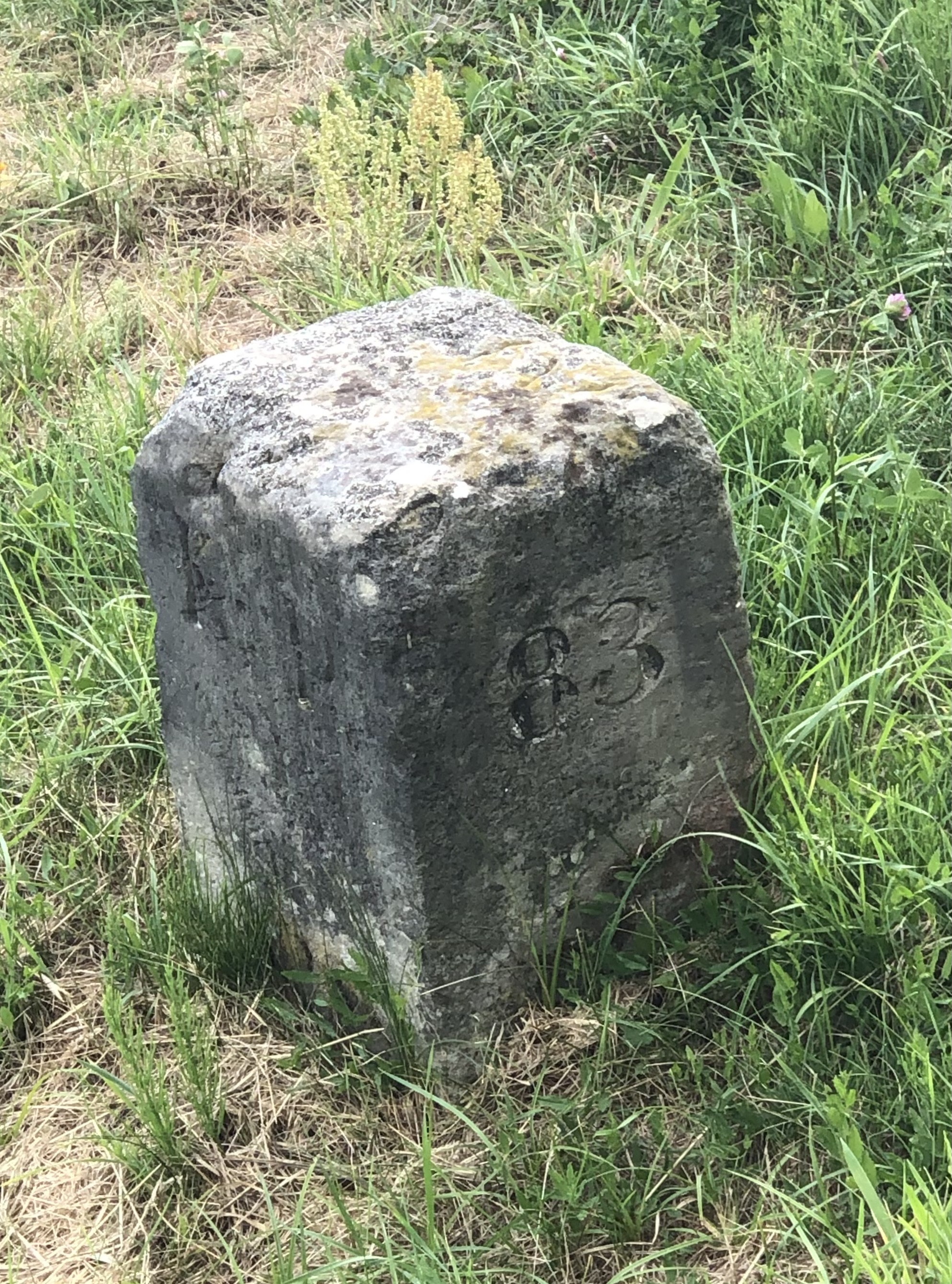
Nordseite mit der Inschrift 83

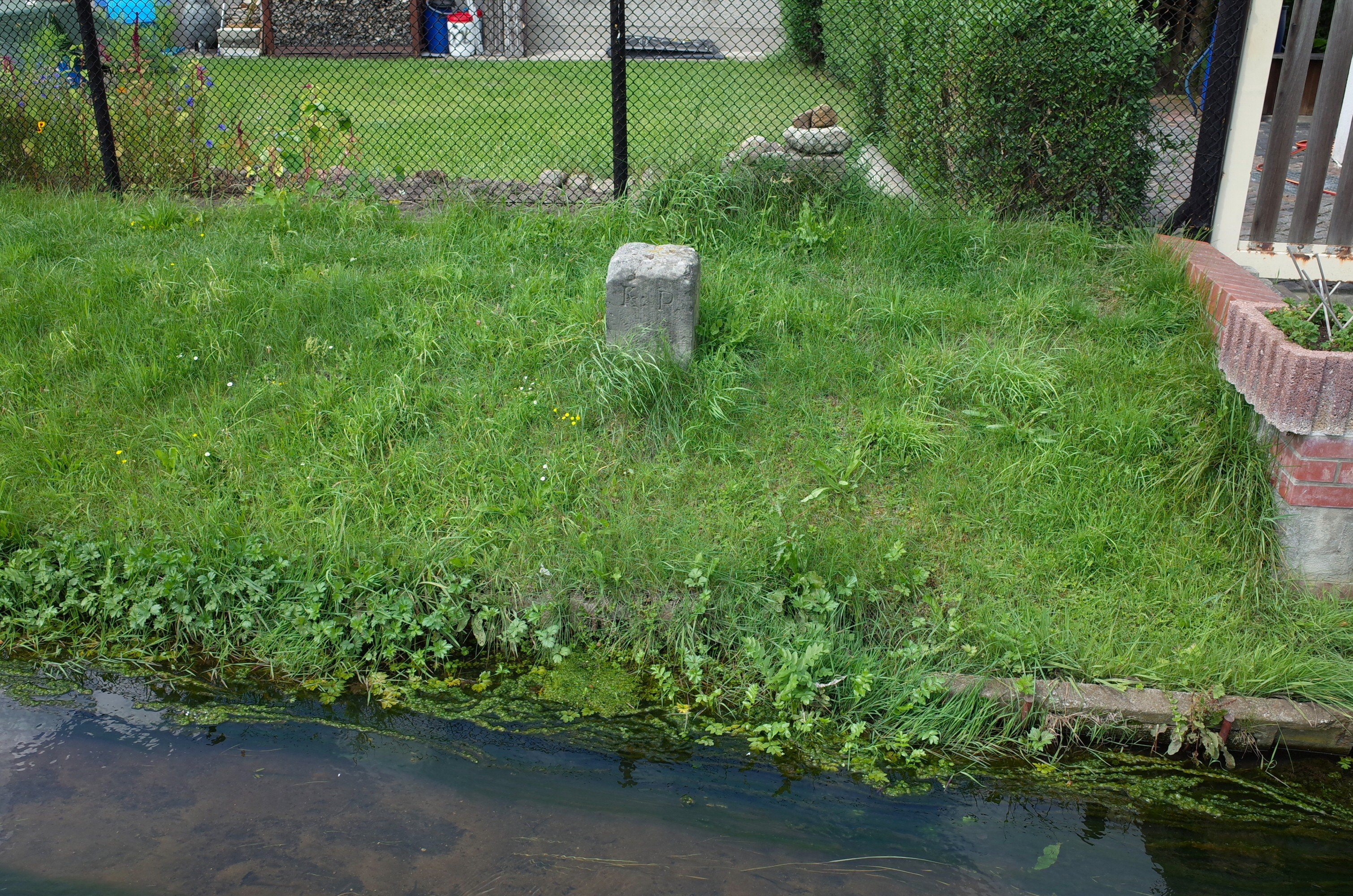
Blick über den Grenzgraben zum Stein im Jahr 2017

Der Grenzstein 83 ist ein denkmalgeschützter Grenzstein in Oranienbaum-Wörlitz in Sachsen-Anhalt.

## Lage
Der Stein steht am östlichen Stadtrand des Ortsteils Oranienbaum, nördlich der Goltewitzer Straße auf der Westseite des Grenzgrabens. Unmittelbar nördlich des Steins führt eine kleine Brücke über den Graben zu einem Privatgrundstück. Etwas weiter nördlich befindet sich der ebenfalls denkmalgeschützte Grenzstein 82.

## Architektur und Geschichte
Der aus Sandstein gefertigte Grenzstein markierte die Grenze zwischen dem Herzogtum Anhalt-Dessau und dem Königreich Preußen. Er hat einen rechteckigen Querschnitt. Anhalt-Dessau lag westlich des Steins, der auf dieser Seite dementsprechend mit dem Kürzel H.A.D. markiert ist. Auf der Ostseite in Richtung Preußen befindet sich die Inschrift K.P. Auf den schmalen Seiten befindet sich an der Südseite die Nummer 186 und auf der Nordseite die 83. Seiner Gestaltung nach wurde der Stein nach 1815 aber vor 1863 gesetzt worden. Die Kanten und Ecken des Grenzsteins sind leicht gebrochen ausgeführt.
Im örtlichen Denkmalverzeichnis ist der Grenzstein unter der Erfassungsnummer 094 40434 als Baudenkmal eingetragen.